# L'arte della magia
L'arte della magia (Equal Rites) è il terzo romanzo fantasy comico dello scrittore britannico Terry Pratchett della serie del Mondo Disco e il primo del Ciclo delle Streghe. 
Uscito nel 1987, il libro è stato tradotto in italiano da Natalia Callori ed è stato pubblicato per la prima volta nel 1991 nella Trilogia del mondo disco, comprendente i primi tre romanzi del Mondo Disco, edito da Arnoldo Mondadori Editore sulla collana Biblioteca di Fantasy. Nel 2000 è stato pubblicato da TEA sulla collana Teadue.

## Trama
Al villaggio di Cattivo Somaro nasce l'ottavo figlio di un ottavo figlio, predestinato alla magia. Il mago Tamburo Billet, sapendosi prossimo alla morte, giunge al villaggio e consegna il proprio bastone al neonato per farne un mago.
Il bambino è in realtà una bambina, Eskarina Smith detta Esk, e crescendo sviluppa poteri magici. Nonnina Weatherwax cerca inizialmente di insegnarle la magia delle streghe, quindi acconsente a condurla all'Università Invisibile di Ankh-Morpork perché le insegnino la magia dei maghi.
Esk non viene accettata all'Università Invisibile perché donna, ma Nonnina Weatherwax la fa assumere come inserviente. Esk ha così occasione di frequentare Simon, un promettente mago novizio.
Simon apre involontariamente un passaggio verso le Dimensioni Sotterranee, dove lui ed Esk restano intrappolati. Riescono a ritornare al Mondo Disco utilizzando la magia delle streghe di Esk, ovvero astenendosi dall'utilizzare la magia.

## Continuità
Il personaggio di Nonnina Weatherwax viene sviluppato nei successivi romanzi delle streghe. Eskarina, invece ritorna solamente in I shall wear midnight.

## Edizione italiana
Come per i precedenti due libri, la traduzione italiana ad opera di Natalia Callori presenta alcuni errori e discontinuità: il nome del mago Merlino rimane Merlin, il silicio ("silicon") diventa silicone e il villaggio di Cattivo Somaro è talvolta chiamato Somaro Cattivo.
Il termine "headology", qui tradotto menteologia, nei successivi romanzi viene reso testologia.

## Riferimenti ad altri libri
Nella dedica del romanzo, Pratchett ringrazia Neil Gaiman per avergli prestato una copia del Liber Paginarum Fulvarum. Questo è un libro immaginario, uno pseudobiblium, che compare anche in Buona Apocalisse a tutti! di Pratchett e Gaiman e nel Sandman di Gaiman. Nel Mondo Disco il Liber Paginarum Fulvarum (ovvero "Pagine Gialle") è anche noto come Necrotelicomnicon, un gioco di parole tra le telecomunicazioni e il Necronomicon di Howard Phillips Lovecraft.

## Edizioni
- Terry Pratchett, L'arte della magia, traduzione di Natalia Callori, collana Teadue, TEA, 2000,  p. 172, ISBN 88-7818-268-0.
- Terry Pratchett, L'arte della magia, collana Biblioteca di Fantasy 10, Arnoldo Mondadori Editore, 1991, ISBN 88-04-35085-7.
- Terry Pratchett, L'arte della magia, traduzione di Natalia Callori, TEA, 2009, 4ª edizione,  p. 216, ISBN 978-88-502-1778-6.